# بيما دورجي
بيما دورجي هو لاعب كرة قدم بوتاني في مركز الدفاع، ولد في 5 يوليو 1985 في بوتان. شارك مع منتخب بوتان لكرة القدم. أما مع النوادي، فقد لعب مع ترانسبورت يونايتد إف سي ونادي ييدزين.

## وصلات خارجية
- بيما دورجي على موقع قاعدة بيانات كرة القدم.إي يو (الإنجليزية)
- بيما دورجي على موقع ناشيونال فوتبول تيمز (الإنجليزية)
- بيما دورجي على موقع عالم كرة القدم.نت (الإنجليزية)